# ヤサシイウタ
「ヤサシイウタ」は、池田綾子の1枚目のシングル。2002年2月21日にPolydorから発売された。

## 解説
シンガーソングライター池田綾子のデビューシングル。
表題曲は、TBS系ドラマ愛の劇場『温泉へ行こう3』主題歌。
カップリング曲はマルサン（現マルサンアイ）『調整豆乳』のCMソング。

## 収録曲
| 全作詞: 池田綾子、全編曲: 奈良部匠平。 |                  |          |                      |      |
| #                                      | タイトル         | 作詞     | 作曲                 | 時間 |
| 1.                                     | 「ヤサシイウタ」 | 池田綾子 | 池田綾子             | 5:16 |
| 2.                                     | 「月」           | 池田綾子 | 池田綾子、奈良部匠平 | 4:16 |